# Olympische Jugend-Winterspiele 2012/Rennrodeln
Bei den Olympischen Jugend-Winterspielen 2012 in Innsbruck fanden vom 15. bis zum 17. Januar vier Wettbewerbe im Rennrodeln statt. Austragungsort war die Olympia Eiskanal Igls im Stadtteil Innsbruck-Igls.

## Bilanz

### Medaillenspiegel
| Platz  | Land               | Gold | Silber | Bronze | Gesamt |
| ------ | ------------------ | ---- | ------ | ------ | ------ |
| 1      | Deutschland        | 1    | 3      | 1      | 3      |
| 2      | Österreich         | 1    | –      | 1      | 1      |
| 2      | Vereinigte Staaten | 1    | –      | 1      | 1      |
| 3      | Italien            | 1    | –      | –      | 1      |
| 4      | Lettland           | –    | 1      | 1      | 1      |
| Gesamt | Gesamt             | 4    | 4      | 4      | 12     |

### Medaillengewinner
| Disziplin     | Gold                                                                     | Silber                                                            | Bronze                                                                |
| ------------- | ------------------------------------------------------------------------ | ----------------------------------------------------------------- | --------------------------------------------------------------------- |
| Männer        |                                                                          |                                                                   |                                                                       |
| Einsitzer     | Christian Paffe                                                          | Riks Rozītis                                                      | Toni Gräfe                                                            |
| Doppelsitzer  | ItalienFlorian Gruber Simon Kainzwaldner                                 | DeutschlandTim Brendel Florian Funk                               | Vereinigte StaatenTyler Andersen Pat Edmunds                          |
| Frauen        |                                                                          |                                                                   |                                                                       |
| Einsitzer     | Miriam Kastlunger                                                        | Saskia Langer                                                     | Ulla Zirne                                                            |
| Mixed         |                                                                          |                                                                   |                                                                       |
| Mixed-Staffel | Vereinigte StaatenSummer Britcher Tucker West Tyler Andersen/Pat Edmunds | DeutschlandChristian Paffe Saskia Langer Tim Brendel/Florian Funk | ÖsterreichMiriam Kastlunger Armin Frauscher Thomas Steu/Lorenz Koller |

## Männer

### Einsitzer
| Platz | Land | Sportler           | Zeit         |
| ----- | ---- | ------------------ | ------------ |
| 1     | GER  | Christian Paffe    | 1:19,603 min |
| 2     | LAT  | Riks Rozītis       | 1:19,806 min |
| 3     | GER  | Toni Gräfe         | 1:19,920 min |
| 4     | UKR  | Anton Dukatsch     | 1:19,942 min |
| 5     | CAN  | Mitchel Malyk      | 1:20,043 min |
| 6     | LAT  | Rihards Lozbers    | 1:20,113 min |
| 7     | CAN  | John Fennell       | 1:20,191 min |
| 8     | SUI  | Christian Maag     | 1:20,204 min |
| 9     | AUT  | Armin Frauscher    | 1:20,292 min |
| 10    | ITA  | Simon Kainzwaldner | 1:20,326 min |
| 17    | AUT  | David Gleirscher   | 1:20,820 min |
| 20    | TPE  | Lien Te-an         | 1:21,900 min |

Datum: 15. Januar
Am Start waren 25 Rodler.

### Doppelsitzer
| Platz | Land | Sportler                          | Zeit         |
| ----- | ---- | --------------------------------- | ------------ |
| 1     | ITA  | Florian Gruber Simon Kainzwaldner | 1:25,194 min |
| 2     | GER  | Tim Brendel Florian Funk          | 1:25,358 min |
| 3     | USA  | Tyler Andersen Pat Edmunds        | 1:25,766 min |
| 4     | RUS  | Juri Kalinin Sergei Beljajew      | 1:25,946 min |
| 5     | SVK  | Jozef Čikovský Patrik Tomaško     | 1:25,948 min |
| 6     | AUT  | Thomas Steu Lorenz Koller         | 1:26,012 min |

Datum: 16. Januar

## Frauen

### Einsitzer
| Platz | Land | Sportlerin        | Zeit         |
| ----- | ---- | ----------------- | ------------ |
| 1     | AUT  | Miriam Kastlunger | 1:20,197 min |
| 2     | GER  | Saskia Langer     | 1:20,414 min |
| 3     | LAT  | Ulla Zirne        | 1:20,479 min |
| 4     | AUT  | Nina Prock        | 1:20,599 min |
| 5     | USA  | Summer Britcher   | 1:20,630 min |
| 6     | ITA  | Andrea Vötter     | 1:20,745 min |
| 9     | UKR  | Olena Stezkiw     | 1:22,023 min |

Datum: 16. Januar

## Mixed

### Teamstaffel
| Platz | Land | Sportler                                                                    | Zeit         |
| ----- | ---- | --------------------------------------------------------------------------- | ------------ |
| 1     | USA  | Summer Britcher, Tucker West, Tyler Andersen/Pat Edmunds                    | 2:18,310 min |
| 2     | GER  | Saskia Langer, Christian Paffe, Tim Brendel/Florian Funk                    | 2:18,708 min |
| 3     | AUT  | Miriam Kastlunger, Armin Frauscher, Thomas Steu/Lorenz Koller               | 2:18,863 min |
| 4     | RUS  | Wiktorija Demtschenko, Alexander Stjopitschew, Juri Kalinin/Sergei Beljajew | 2:19,681 min |
| 5     | ITA  | Andrea Vötter, Daniel Gatterer, Florian Gruber/Simon Kainzwaldner           | 2:19,857 min |
| 6     | LAT  | Ulla Zirne, Riks Rozītis, Kristens Putins/Imants Marcinkēvičs               | 2:20,123 min |

Datum: 17. Januar

Es treten jeweils ein Doppel, ein Junge und ein Frauen in einer Staffel an. Die Athleten können dabei auch zwei Nationen angehören.